# XMMS2
XMMS2 es un reproductor de archivos de audio para entornos Unix (Linux, *BSD, entre otros). Basado originalmente en una modificación de XMMS, aunque similar en apariencia, XMMS2 cuenta con notables diferencias, utiliza las librerías GTK+2 incluidas en GNOME y su diseño como cliente/servidor, que permite que un único reproductor sea utilizado simultáneamente en diferentes interfaces de usuario.